# Beni Aziz
Beni Aziz (în arabă بني عزيز) este o comună din provincia Sétif, Algeria.
Populația comunei este de 19.383 de locuitori (2008).